# Hacılar (district)
Hacılar is een Turks district in de provincie Kayseri en telt 11.905 inwoners (2007). Het district heeft een oppervlakte van 194,3 km². Hoofdplaats is Hacılar.
De bevolkingsontwikkeling van het district is weergegeven in onderstaande tabel.
| 1997   | 2000   | 2007   |
| ------ | ------ | ------ |
| 17.246 | 20.896 | 11.905 |